# ABC-landen

Argentinië, Brazilië en Chili

De ABC-landen is de gezamenlijke naam voor Argentinië, Brazilië en Chili; van oudsher de belangrijkste, machtigste en rijkste landen in Zuid-Amerika.
In 1889 sloten de drie landen het ABC-pact, een non-agressiepact waarin zij zich tevens toelegden op internationale arbitrage. Hoewel alleen Brazilië het pact ratificeerde, traden de drie landen in de praktijk vaak wel samen op in de internationale politiek. In 1914 bijvoorbeeld bemiddelden de landen in het conflict tussen Mexico en de Verenigde Staten in de conferentie van Niagara Falls en in 1942 wisten de ABC-landen samen met de Verenigde Staten een eind te maken aan de Ecuadoraans-Peruviaanse Oorlog met het Protocol van Rio.